# ميتش ماكونيل
أديسون ميتشيل ماكونيل الثالث (بالإنجليزية: Mitch McConnel) (النطق: /məˈkɒnəl/; ولد في 20 فبراير 1942) هو سياسي ومحام أمريكي يشغل منصب عضو في مجلس الشيوخ الأمريكي من كنتاكي، وهو المنصب الذي يشغله منذ عام 1985. ماكونيل في ولايته السابعة في مجلس الشيوخ ما جعله أقدم سناتور من ناحية الخدمة في تاريخ كنتاكي. خدم من 2007 إلى 2025 كزعيم لمؤتمر الحزب الجمهوري في مجلس الشيوخ، بما في ذلك فترتين كزعيم للأقلية (2007 إلى 2015 و2021 إلى 2025)، وكان زعيم الأغلبية من 2015 إلى 2021، مما يجعله أطول زعيم حزبي في تاريخ مجلس الشيوخ الأمريكي.
اُنتخب ماكونيل لمجلس الشيوخ عام 1984، وأُعيد انتخابه خمس مرات أخرى. ترأس ماكونيل لجنة الشيوخ الجمهورية الوطنية خلال انتخابات 1998 و2000. اُنتخب ماكونيل لزعامة الحزب الجمهوري في الكونغرس الثامن بعد المائة، ثم أُعيد انتخابه في 2004. في نوفمبر 2006، اُنتخب لزعامة حزب الأقلية في مجلس الشيوخ واحتفظ بالمنصب حتى 2015 عندما فاز الجمهوريون بأغلبية المقاعد ليصبح زعيم حزب الأغلبية. عاد ماكونيل زعيمًا للأقلية بعد انتخابات 2020.
تبنى ماكونيل مواقف محافظة، وبدأ بتوجه براغماتي وموقف جمهوري معتدل، ثم انحاز إلى اليمين. قاد حملة معارضة لقوانين تمويل الحملات الانتخابية، مما أدى إلى قرار المحكمة العليا بإلغاء قانون إصلاح الحملات الانتخابية الثنائي جزئيًا في 2010. عمل ماكونيل خلال عهد أوباما على منع دعم النواب الجمهوريين للمبادرات الرئاسية، وعرقل مرشحين للمحكمة العليا كالقاضي ميريك غارلاند. وفي عهد ترامب، صادق مجلس الشيوخ الأمريكي بقيادة ماكونيل على عدد غير مسبوق من مرشحي المحكمة العليا، منهم نيل غورساتش وبريت كافانا.
أقرَّت الأغلبية الجمهورية بقيادة مكونيل في مجلس الشيوخ قوانين هامة خلال ولاية ترامب الأولى، مثل قانون تخفيض الضرائب وفرص العمل لعام 2017، وقانون النمو الاقتصادي والتخفيف التنظيمي وحماية المستهلك في 2018، وقانون الخطوة الأولى، وقانون الأماكن الخارجية الأمريكية الكبرى. أكدت أيضًا عددًا قياسيًا من قضاة محكمة الاستئناف الفيدرالية في أول سنتين من ولاية ترامب. لجأ مكونيل إلى الخيار النووي لإلغاء شرط 60 صوتًا لإنهاء تعطيل ترشيحات المحكمة العليا، بعد إلغاء سلفه هاري ريد التعطيل للترشيحات الرئاسية الأخرى، مما سمح لترامب بالفوز بتأكيدات المحكمة العليا لكلٍ من نيل غورساتش، بريت كافانو وإيمي كوني باريت. دعم مكونيل معظم سياسات ترامب لكنه انتقد محاولات ترامب لقلب نتائج الانتخابات الرئاسية 2020. رغم تصويته لتبرئة ترامب في محاكمته الثانية، رأى مكونيل أن ترامب مسؤول عمليًا وأخلاقيًا عن اقتحام كابيتول الولايات المتحدة 2021. في نهاية 2024، نشر مكونيل مقالة عن رؤيته لقوة الولايات المتحدة وأخطاء السياسة الخارجية للرؤساء السابقين.
أدرجت مجلة تايم ماكونيل ضمن أكثر 100 شخصية مؤثرة عالميًا في الأعوام 2015 و2019 و2023. أعلن ماكونيل في 28 فبراير 2024 تنحيه عن منصب زعيم مؤتمر الجمهوريين في مجلس الشيوخ في يناير 2025، واستمراره في خدمة باقي فترة عضويته. أُجريت انتخابات لاختيار زعيم جديد للجمهوريين في مجلس الشيوخ في 13 نوفمبر، ووقع الاختيار على السناتور جون ثون من ولاية داكوتا الجنوبية. في 20 فبراير 2025، أعلن ماكونيل اعتزاله السياسة بعدم الترشح لولاية ثامنة في 2026 بسبب مخاوف صحية.

## النشأة والتعليم (1942–1967)
وُلد ماكونيل في 20 فبراير 1942، لجوليا أودين "دين" (اسمها عند الولادة: شوكلي) وأديسون ميتشل "أ.م." ماكونيل الثاني في مستشفى مقاطعة كولبير (الآن مستشفى هيلين كيلر) في شفيلد (ألاباما). نشأ في آثنز حيث كان جده روبرت هايز ماكونيل الأب وعمه الكبير أديسون ميتشل ماكونيل مالكين لـ"دار ماكونيل للجنائز". يعود أصله إلى الأسكتلندي-الإيرلندي والإنجليزي. وقد شارك أحد أجداده، جيمس ماكونيل، في الجانب الأمريكي خلال حرب الاستقلال الأمريكية.
في عام 1944، أُصيبت الساق العلوية اليسرى لماكونيل بالشلل جراء شلل الأطفال. أقام هو ووالدته مع عمته في فايفبوينتس آنذاك، وتلقى العلاج في معهد روزفلت وورم سبرينغز لإعادة التأهيل. أنقذ العلاج ماكونيل من الإعاقة الدائمة. ذكر ماكونيل أن عائلته "كادت أن تفلس" بسبب تكاليف المرض.
في عام 1950، انتقلت عائلة ماكونيل إلى أوغستا (جورجيا) عندما بلغ الثامنة، حيث تمركز والده في فورت جوردون ضمن الجيش.
في عام 1956، انتقلت عائلته إلى لويفيل (كنتاكي). التحق بمدرسة دوبونت مانويل الثانوية. انتُخب ماكونيل رئيساً لمجلس الطلاب في سنته الثالثة بالمدرسة الثانوية. تخرج في عام 1964 من جامعة لويفيل بدرجة البكالوريوس في علوم سياسية بامتياز. شغل منصب رئيس مجلس طلاب كلية الآداب والعلوم، وكان عضواً في أخوية فاي كابا تاو.
حضر ماكونيل مسيرة واشنطن من أجل الوظائف والحرية عام 1963، حيث ألقى مارتن لوثر كينغ الابن خطاب "لدي حلم". في عام 1964، شارك في تجمعات الحقوق المدنية في سن 22، وتدرّب لدى السيناتور جون شيرمان كوبر الذي ألهمه للترشح لمجلس الشيوخ لاحقاً.
تخرج مكونيل في عام 1967 من كلية الحقوق بجامعة كنتاكي، حيث ترأس جمعية طلاب القانون.

## البداية المبكرة (1967–1984)
التحق مكونيل في مارس 1967 باحتياطي جيش الولايات المتحدة كجندي عادي في لويفيل، قبيل انتهاء تأجيل التجنيد التعليمي عند تخرجه من كلية القانون. عادة ما بُعدت وحدات الاحتياطي عن القتال خلال حرب فيتنام.:11–12 بدأ تدريبه في فورت نوكس، كنتاكي، في 9 يوليو 1967، بعد يومين من اجتيازه اختبار المحاماة، وانتهى في 15 أغسطس 1967. بعد وصوله بفترة وجيزة، شُخّص بإصابته بـالتهاب العصب البصري، واعتُبر غير لائق طبيًا للخدمة العسكرية، وتم تسريحه بشكل مشرف. أعاد خصومه السياسيون مرارًا إثارة مسألة خدمته القصيرة خلال حملاته الانتخابية.
من 1968 إلى 1970، عمل ماكونيل كبير مساعدي التشريع للسيناتور مارلو كوك في واشنطن العاصمة، حيث أدار قسمًا تشريعيًا من خمسة أعضاء وساعد في كتابة الخطابات وخدمات الناخبين.
في عام 1971، عاد ماكونيل إلى لويفيل وعمل في حملة توم إمبرتون لمنصب حاكم ولاية كنتاكي دون نجاح. حاول ماكونيل الترشح للهيئة التشريعية للولاية، لكن تم استبعاده لعدم استيفائه متطلبات الإقامة. ثم عمل في شركة المحاماة سيغال، إيزنبرغ، سيلز وستيوارت في لويفيل لبضع سنوات. ودرس ماكونيل مادة العلوم السياسية في فصل ليلي بجامعة لويفيل خلال نفس الفترة.
في أكتوبر 1974، عاد ماكونيل إلى واشنطن لتولي منصب نائب مساعد المدعي العام تحت إدارة الرئيس فورد، وعمل إلى جانب روبرت بورك، لورانس سيلبرمان، وأنتونين سكاليا. شغل أيضاً منصب القائم بأعمال مساعد المدعي العام للشؤون التشريعية تحت إدارة فورد في 1975.
في عام 1977، انتُخب ماكونيل قاضيًا ومديرًا تنفيذيًا لمقاطعة جيفيرسون بأعلى منصب سياسي في مقاطعة جيفيرسون (كنتاكي)، متغلبًا على الديمقراطي تود هولنباش الثالث بنسبة 53% مقابل 47%. وأعيد انتخابه في 1981 ضد مفوض المقاطعة جيم "بوب" مالون بنسبة 51% مقابل 47%، محافظًا بذلك على تفوقه حتى انتخابه لمجلس الشيوخ الأمريكي في 1984.

## مجلس الشيوخ الأمريكي (1985–الحاضر)

الرئيس رونالد ريغان في اجتماع مع ماكونيل في المكتب البيضاوي، مارس 1987

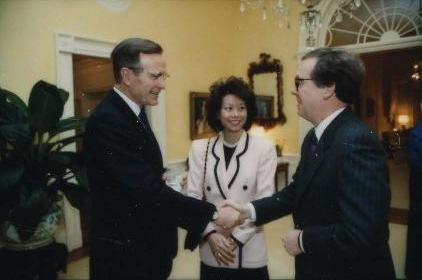
الرئيس جورج بوش الأب مع ماكونيل وإيلين تشاو في فبراير 1991

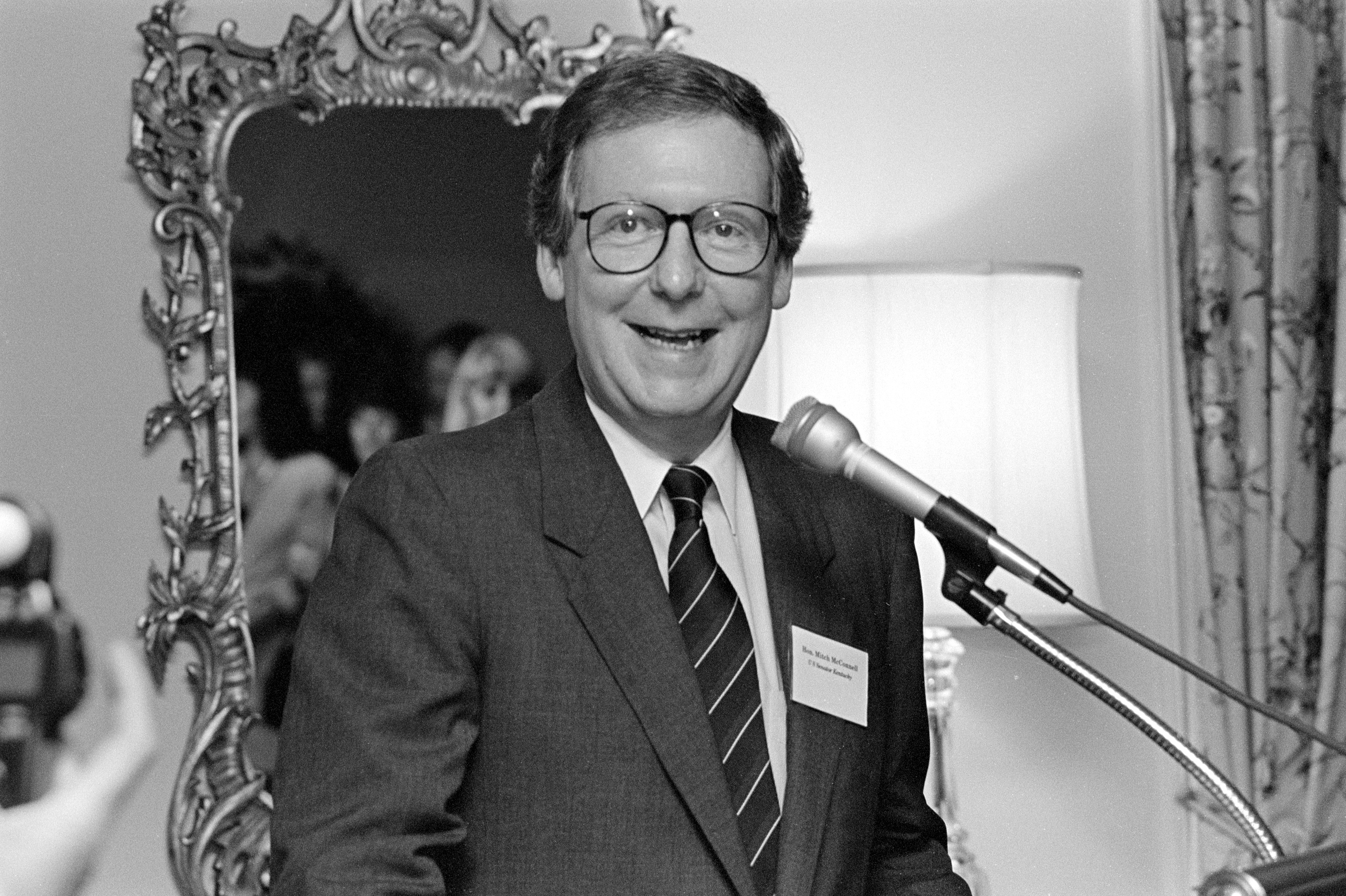
ميتش ماكونيل في عام 1992

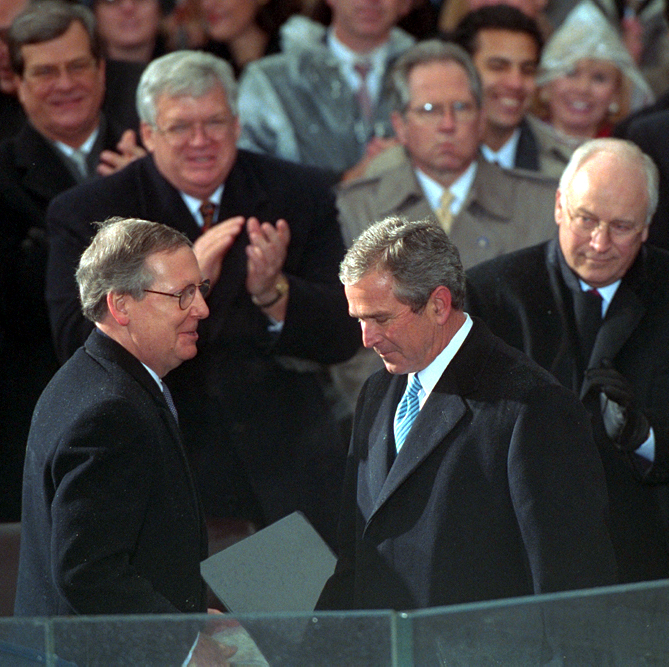
الرئيس جورج بوش الابن يصافح ماكونيل في حفل تنصيب بوش الأول، يناير 2001.

بدأ ماكونيل مسيرته السياسية في كنتاكي كجمهوري براجماتي ومعتدل، ثم اتجه نحو المحافظة بمرور الوقت. تحول ماكونيل، وفقاً لكاتب سيرته الذاتية، من داعم لحقوق الإجهاض ونقابات الموظفين إلى مجسد للعرقلة والمذهب المحافظ في كابيتول هيل. وُصف مكونيل على نطاق واسع بأنه عائق.
ترأس ماكونيل اللجنة الوطنية الجمهورية لمجلس الشيوخ من عام 1997 إلى 2001 لضمان الانتصارات الانتخابية للجمهوريين. في 12 فبراير 1999، صوت ضمن 50 سناتورًا لإدانة وإزالة بيل كلينتون من منصبه. انتُخِب لأول مرة كمساعد الأغلبية في الكونغرس 108. لم يسعَ زعيم الأغلبية في مجلس الشيوخ بيل فريست لإعادة الانتخاب في انتخابات 2006. انتخب الجمهوريون ماكونيل كزعيم الأقلية في نوفمبر بعد فقدانهم السيطرة على مجلس الشيوخ. تولى ماكونيل زعامة الأغلبية في مجلس الشيوخ بعد سيطرة الجمهوريين عليه عقب انتخابات 2014. أصبح في يونيو 2018 أطول زعيم جمهوري خدمة في مجلس الشيوخ بتاريخ الولايات المتحدة. يعد ماكونيل ثاني شخص من كنتاكي يخدم كزعيم حزبي في مجلس الشيوخ، بعد ألبين باركلي الذي قاد الديمقراطيين من 1937 إلى 1949، وأطول سيناتور خدمة في تاريخ كنتاكي.
ماكونيل اكتسب سمعة كسياسي استراتيجي وماهر في التكتيك. تراجعت سمعته بعد فشل الجمهوريين في إلغاء قانون الرعاية الصحية الأمريكي (أوباما كير) في 2017 أثناء سيطرة الجمهوريين على الحكومة.
ماكونيل حصل بانتظام على أموال مخصصة للشركات والمؤسسات في كنتاكي حتى حظر الكونغرس هذه الممارسة في عام 2010. تعرض لانتقادات بسبب تمويله لإصلاحات مؤقتة لمشاكل الرعاية الصحية طويلة الأجل في كنتاكي، بينما يعارض ويعرقل البرامج الوطنية التي تسعى لتحسين الرعاية الصحية بشكل منهجي، مثل أوباماكير وتوسيع توسيع ميديكيد.

### العلاقات مع الإدارات الرئاسية

#### أوباما
واجه ماكونيل، بصفته السناتور الجمهوري الأبرز، وضغط على أعضاء مجلس الشيوخ الجمهوريين الآخرين لعدم التفاوض مع الديمقراطيين وإدارة أوباما. ذكر بيرت أ. روكمان، عالم السياسة في جامعة بيردو، أن التصويت وفق خطوط الحزب كان واضحًا لفترة، ولكن نادرًا ما أُعلنت تكتيكات المعارضة بوضوح كما فعل ماكونيل. لاحظ سانفورد ليفينسون، عالم القانون في جامعة تكساس، أن ماكونيل تعلم أن العرقلة ووحدة الجمهوريين كانت الأنسب لضمان المكاسب الجمهورية بعد التعاون الديمقراطي مع إدارة بوش في برامج معينة، مما ساعد في إعادة انتخاب بوش في 2004. وذكر ليفينسون أن ماكونيل استنتج عقلانيًا أن ليس للجمهوريين مكاسب من التعاون مع الرئيس. وصف عدد من علماء السياسة والمؤرخين عرقلة ماكونيل بأنها تساهم في تآكل الديمقراطية في الولايات المتحدة.
في أكتوبر 2010، صرح ماكونيل بأن "الهدف الأهم هو أن يصبح الرئيس أوباما رئيسًا لفترة واحدة." عند السؤال عن المواجهة المستمرة مع الرئيس، أوضح ماكونيل: "إذا كان [أوباما] مستعداً للاجتماع معنا في منتصف الطريق بشأن بعض القضايا الكبرى، فلا بأس أن نتعامل معه." أشار علماء السياسة جاكوب هاكر وبول بيرسون إلى أن "ماكونيل سعى لإزالة دعم الجمهوريين حتى لأقل المبادرات الرئاسية أهمية، التي تتماشى مع النموذج المعتدل لعقود مضت." كتبت نيويورك تايمز أن ماكونيل حافظ على وحدة الجمهوريين في القضايا الرئيسية مثل الرعاية الصحية والتنظيم المالي وحزمة التحفيز الاقتصادي، مما أبطأ أجندة الديمقراطيين. هدد تكتل الجمهوريين مراراً بإجبار الولايات المتحدة على التخلف عن سداد ديونها، وأوضح ماكونيل أنه تعلم من أزمة سقف الديون 2011 أن "إنه رهينة تستحق الفداء".
عمل ماكونيل على تأخير إصلاح الرعاية الصحية وإصلاح النظام المصرفي، وهما من أبرز التشريعات التي قادها الديمقراطيون عبر الكونغرس في فترة أوباما. لاحظ علماء السياسة أن ماكونيل استغل ندرة الوقت المتاح في القاعة من خلال إبطاء العمل حتى على التدابير التي يدعمها الجمهوريون، مما أجبر القادة الديمقراطيين على مقايضات بشأن التدابير التي تستحق المتابعة، وقيد إبطاء مجلس الشيوخ عدد المشاريع الليبرالية التي يمكن اعتمادها.

##### استخدام التعطيل
لجأ ماكونيل كزعيم للأقلية إلى التعطيل لتأخير أو عرقلة التشريعات وتعيينات القضاء. يسعى التعطيل إلى إجبار قيادة مجلس الشيوخ على التخلي عن الإجراء المقترح أو تأجيله عبر "الحديث حتى الموت". يستطيع أي سيناتور التحدث لمدد غير محدودة إلى أن تصوت أغلبية من 60 عضواً على إنهاء المناقشة والمضي للتصويت النهائي. وصف علماء السياسة استخدام ماكونيل للتعطيل بأنه "لعبة قوية دستورية"، معتبرين أنه إساءة استخدام للأدوات الإجرائية بما يقوض الديمقراطية.
وصف العلماء في مجال السياسة، هاكر وبييرسون، استراتيجية المماطلة التي يتبعها مك كونيل بأنها تعوق التقدم السياسي بإخفاء دور الأقلية في منع الأغلبية. تؤدي هذه الاستراتيجية إلى خلق جو من الجمود وسوء الأداء، وتلتهم جدول أعمال مجلس الشيوخ، مما يقلص القضايا التي يمكن للديمقراطيين التقدم فيها.
في عام 2013، ألغى زعيم الأغلبية في مجلس الشيوخ هاري ريد التعطيل لجميع الترشيحات الرئاسية ما عدا المحكمة العليا. بحلول ذلك الوقت، شكّلت أصوات إنهاء النقاش نصف تاريخ المجلس خلال رئاسة أوباما. في أبريل 2017، ألغى الجمهوريون بقيادة ماكونيل التعطيل لترشيحات المحكمة العليا، مما أنهى النقاش حول ترشيح نيل غورساتش. في أغسطس 2019، كتب ماكونيل مقالاً بصحيفة نيويورك تايمز يعارض بشدة إلغاء التعطيل على التشريعات.

#### ترامب

دونالد ترامب، مايك بنس، بول رايان، وماكونيل يحتفلون بتمرير قانون تخفيضات الضرائب وفرص العمل لعام 2017، ديسمبر 2017.

أيد ماكونيل في البداية زميله من كنتاكي راند بول لمنصب الرئيس في عام 2016. انسحب بول من السباق بعد مؤتمرات آيوا، وأعلن ماكونيل دعمه للمرشح المتوقع دونالد ترامب في 4 مايو 2016. اختلف ماكونيل مع ترامب في عدة مناسبات. في مايو 2016، عقب تصريح ترامب بأن القاضي غونزالو كورييل متحيز بسبب أصله المكسيكي، قال ماكونيل: "لا أتفق مع ما قاله [ترامب]. هذا رجل وُلد في إنديانا." في يوليو 2016، بعد انتقاد ترامب لوالدي همايون خان، الجندي الأمريكي المسلم القتيل في العراق، صرح ماكونيل أن "جميع الأمريكيين يجب أن يقدروا خدمة الوطنيين الذين دافعوا عنا في القوات المسلحة." في 7 أكتوبر 2016، بعد فضيحة ترامب Access Hollywood، طالب ماكونيل ترامب بالاعتذار للنساء والفتيات وتحمل المسؤولية عن تعليقاته. وذكرت التقارير أن ماكونيل يعرب بشكل سري عن اشمئزازه من ترامب ويعبر عن بغضه لسلوكه.
في أكتوبر 2017، ألقى كبير المستشارين الاستراتيجيين في البيت الأبيض ستيف بانون وحلفاء ترامب الآخرون اللوم على ماكونيل لتعطيله تشريعات إدارة ترامب. استشهد ماكونيل بتأكيد نيل غورساتش للمحكمة العليا ليثبت دعم مجلس الشيوخ لأجندة ترامب.
بعد هزيمة جو بايدن لترامب في انتخابات 2020، رفض مكونيل في البداية الاعتراف بفوز بايدن. لم يكرر مكونيل في تصريحاته العامة مزاعم ترامب الكاذبة حول تزوير الناخبين، لكنه لم يناقضها. تجاهل الأسئلة حول الأدلة وجادل بأن لترامب الحق في الطعن في النتائج. في نفس الوقت الذي رفض فيه مكونيل الاعتراف ببايدن، احتفل بالجمهوريين الفائزين في سباقاتهم لمجلس الشيوخ ومجلس النواب في نفس الانتخابات.
في 15 ديسمبر، اعترف ماكونيل بفوز بايدن علنًا بعد تصويت المجمع الانتخابي، قائلاً: "اليوم، أريد أن أهنئ الرئيس المنتخب جو بايدن." في 6 يناير، وخلال فرز أصوات المجمع الانتخابي، تحدث ماكونيل ضد جهود ترامب وحلفائه لإبطال نتيجة الانتخابات.
ادعى ترامب سرقة الانتخابات، مقدماً مزاعم تتراوح من شكاوى محلية إلى نظريات مؤامرة واسعة. لا توجد أدلة على عدم قانونية تؤثر بشكل كبير على نتيجة الانتخابات. إبطال الانتخابات بناءً على ادعاءات الخاسر يهدد ديمقراطيتنا ويمنع قبول الأمة للانتخابات مستقبلاً، مما يحول كل أربع سنوات إلى صراع على السلطة.
في وقت لاحق من ذلك اليوم، وصف اقتحام مبنى الكابيتول بأنه "تمرد فاشل" حاول "تعطيل الديمقراطية".
في 10 أبريل 2021، وصف ترامب ماكونيل بأنه "ابن عاهرة أحمق". وقال ترامب: "لقد وظفت زوجته. هل سبق له أن قال شكرًا؟" استمر ترامب في مهاجمة ماكونيل بعبارات شخصية، لكن ماكونيل لم يرد علنًا.
في 5 نوفمبر 2019، بدأ مجلس النواب جلسات الاستماع العلنية حول عزل الرئيس ترامب. صرّح ماكونيل: "أنا متأكد إلى حد كبير من نتيجة محاكمة العزل. ... إذا كان اليوم، لا أعتقد بوجود أي شك. لن يؤدي إلى العزل."
في 14 ديسمبر 2019، التقى ماكونيل بمستشار البيت الأبيض بات سيبولوني ومدير الشؤون التشريعية في البيت الأبيض إريك يولاند. لاحقًا، أعلن تعاونه التام مع مكتب مستشار البيت الأبيض وممثلي ترامب خلال محاكمة العزل. كما أكد أنه "لا توجد فرصة" لإدانة مجلس الشيوخ لترامب وإزالته من منصبه.
في 17 ديسمبر 2019، رفض ماكونيل طلب استدعاء أربعة شهود لمحاكمة عزل ترامب، مؤكدًا أن دور مجلس الشيوخ هو "التصرف كقاضٍ وهيئة محلفين"، وليس التحقيق. لاحقًا في ذلك اليوم، قال للصحافة: "لا أعتبر نفسي محلفًا محايدًا في هذه المحاكمة. هذه عملية سياسية ولا تحتوي على أي جانب قضائي."
لاحظ المعلقون بعد تبرئة ترامب قدرة ماكونيل على منع الشهود وتأمين تبرئة ترامب والحفاظ على وحدة الحزب خلال عملية العزل. أبقى أعضاء مجلس الشيوخ الجمهوريين "يسيرون بخطوات متزامنة" طوال العملية.
أطلق مجلس النواب الأمريكي دعوى العزل الثانية ضد دونالد ترامب في 13 يناير 2021. اتهمه المجلس بتحريض أنصاره على اقتحام مبنى الكابيتول. بدأت المحاكمة في مجلس الشيوخ يوم 9 فبراير 2021، وانتهت في 13 فبراير 2021 بقرار التبرئة.
في 12 يناير 2021، دعَم ماكونيل مساءلة ترامب لدوره في التحريض على اقتحام مبنى الكابيتول بالولايات المتحدة، معتبراً أن ذلك سيسهل على الجمهوريين التخلص من نفوذ ترامب وإعادة بناء الحزب. ومع أن ماكونيل كان يملك سلطة الدعوة لاجتماع طارئ لمجلس الشيوخ لعقد المحاكمة، إلا أنه لم يُعد انعقاد الجلسة، بدعوى أن الموافقة بالإجماع كانت مطلوبة. طالب بتأجيل محاكمة مجلس الشيوخ حتى بعد تنصيب بايدن. وعندما بدأت المحاكمة، صوت ماكونيل لتبرئة ترامب في 13 فبراير 2021، مؤكدًا على عدم دستورية إدانة رئيس لم يعد في منصبه.
التصويت بالإدانة نال أغلبية حزبية (57–43) ولكن لم يتجاوز عتبة الثلثين. انتقد ماكونيل ترامب وندد به بعد التصويت في خطاب استمر 20 دقيقة على أرضية مجلس الشيوخ، مصرحاً بأنه يعتقد أن ترامب مذنب بكل الاتهامات التي وجهها مديرو مجلس النواب. قال:
تراجعت تصرفات الرئيس السابق ترامب قبل الشغب بشكل مشين عن أداء الواجب. يتحمل ترامب مسؤولية عملية وأخلاقية عن التحريض على الأحداث. لو بقي في منصبه، كنت سأفكر بجدية في إثبات التهمة المحددة من قبل مديري المجلس.
أوضح سبب تصويته للتبرئة قائلاً: "يجب أن تكون للمادة II، القسم 4 قوة، حيث تنص على إمكانية عزل وإدانة الرئيس، نائب الرئيس، والضباط المدنيين. دونالد ترامب لم يعد رئيسًا، لذا لا يمكن تطبيق هذه العقوبة على من غادر المنصب. تدور العملية حول الإزالة، وإذا أصبحت مستحيلة، تصبح الإدانة بلا معنى." وأضاف أن ترامب "لن يفلت من العقاب بعد" وسيظل خاضعًا للقوانين الجنائية والمدنية.
سعى مكونيل لتعطيل اقتراح تشكيل لجنة مستقلة للتحقيق في هجوم كابيتول الولايات المتحدة في 6 يناير، وصوّت ضد إنشائها في 28 مايو 2021.

##### الفصل الثاني
تنحى ماكونيل عن منصب زعيم الجمهوريين في مجلس الشيوخ عام 2024، أشهر قبل انتخابات الولايات المتحدة 2024. انتخب جون ثون لخلافته بعد استعادة الجمهوريين الأغلبية في انتخابات مجلس الشيوخ الأمريكي 2024.
وصف البعض ماكونيل بأنه غير ذي صلة في الولاية الثانية لترامب. صوت ماكونيل ضد ثلاثة من مرشحي ترامب لمجلس الوزراء: بيت هيغسيث لمنصب وزير الدفاع، تولسي جابرد لمنصب مدير الاستخبارات الوطنية، وروبرت كينيدي جونيور لمنصب وزير الصحة والخدمات الإنسانية.
ماكونيل يعلن تقاعده بنهاية ولايته في عام 2027، حيث سيكون عمره 84 عامًا.

#### بايدن
صورت وسائل الإعلام علاقة ماكونيل مع إدارة بايدن بأنها ودية. وصف بايدن ماكونيل بأنه "صديق وزميل ورجل يلتزم بكلمته." أشاد ماكونيل بالتشريعات الثنائية التي عملا عليها معًا، وحضر كجمهوري وحيد جنازة ابن بايدن بو بايدن في عام 2015.
في أكتوبر 2021، ساعد ماكونيل في إقرار مشروع قانون مدَ سقف الديون المالي. أقنع 11 جمهورياً بالتصويت مع الديمقراطيين لصالحه، مما حال دون تعثر الولايات المتحدة في سداد ديونها.

### المرشحون القضائيون

#### تحت إدارة أوباما
خلال فترة أوباما، قاد ماكونيل الجمهوريين في مجلس الشيوخ في "حملة منظمة ومستدامة لمنع الرئيس الديمقراطي من تعيين القضاة الفيدراليين". في يونيو 2009، بعد ترشيح أوباما سونيا سوتومايور كقاضية مساعدة، دعا ماكونيل وجيف سيشنز إلى مراجعة طويلة لأعمالها القضائية العديدة وطالبا بعدم تعجيل الديمقراطيين في تأكيد التعيين. في 17 يوليو، أعلن ماكونيل معارضته لتأكيد سوتومايور. في أغسطس، أشاد بها واصفًا إياها بأنها "شخص رائع" لكنه أعرب عن شكوكه في حياديتها القضائية. تم تأكيد تعيين سوتومايور بعد أيام.
في مايو 2010، رشح الرئيس أوباما إيلينا كاغان لخلافة جون بول ستيفنز المتقاعد. قال ماكونيل في خطاب بمجلس الشيوخ إن الأمريكيين يريدون ضمان استقلالية كاغان عن تأثير البيت الأبيض كقاضية مساعدة، مشيرًا إلى أن أوباما وصفها بأنها صديقته عند إعلان ترشيحها. أعلن ماكونيل معارضته لتأكيد كاغان، قائلاً إنها لم تكن صريحة بما يكفي حول "آرائها على المبادئ الأساسية للقانون الدستوري الأمريكي". تم تأكيد كاغان في الشهر التالي.
في عام 2014، سيطر الجمهوريون على مجلس الشيوخ، وأصبح مكونيل زعيم الأغلبية؛ واستغل سلطته لبدء "حصار شبه كامل" لتعيينات أوباما القضائية. حسب نيويورك تايمز، شهد عامي أوباما الأخيرين تأكيد 18 قاضيًا في محاكم المقاطعات وقاضيًا واحدًا في محكمة الاستئناف، وهو العدد الأقل منذ هاري ترومان. بينما شهدت آخر سنتين لرئاسات جورج بوش الابن، بيل كلينتون، ورونالد ريغان تأكيد 55 إلى 70 قاضي محكمة مقاطعة لكل منهم و10 إلى 15 قاضي محكمة استئناف لكل منهم. وأشارت لوس أنجلوس تايمز إلى أن مكونيل جلب "تباطؤًا استثنائيًا لمدة سنتين في تأكيدات القضاء"، إذ أكدت 22 مرشحًا قضائيًا لأوباما، وهو العدد الأقل منذ ترومان في 1951-1952. تضاعف عدد الشواغر القضائية الفيدرالية بنهاية فترة أوباما مقارنة بنهاية فترة جورج بوش الابن. وأقر مكونيل في مقابلة عام 2019 بأنه مسؤول عن العدد الكبير من الشواغر القضائية التي أُنشئت في آخر سنتين من رئاسة أوباما.
في 13 فبراير 2016، توفي قاضي المحكمة العليا أنتونين سكاليا. أصدر ماكونيل بيانًا يعلن فيه عدم نظر مجلس الشيوخ في أي مرشح للمحكمة العليا يقدمه أوباما. قال ماكونيل: "ينبغي للشعب الأمريكي أن يكون له صوت في اختيار قاضي المحكمة العليا القادم. لذلك، لا ينبغي ملء هذا الشاغر حتى نحصل على رئيس جديد". في 16 مارس 2016، رشح أوباما ميريك غارلاند، قاضي محكمة استئناف دائرة واشنطن العاصمة، للمحكمة العليا. رفض الجمهوريون في مجلس الشيوخ تحت قيادة ماكونيل اتخاذ أي إجراء بشأن الترشيح. انتهت مدة ترشيح غارلاند في 3 يناير 2017، مع نهاية الكونجرس الـ114.
قال ماكونيل في خطاب بولاية كنتاكي في أغسطس 2016: "فخور بلحظة نظري إلى باراك أوباما وقولي: 'سيدي الرئيس، لن تملأ الفراغ في المحكمة العليا.'" أكّد ماكونيل في أبريل 2018 أن الامتناع عن اتخاذ إجراء بشأن ترشيح غارلاند هو "أهم قرار في مسيرته العامة". وصف علماء السياسة والخبراء القانونيون رفض ماكونيل عقد جلسات استماع في مجلس الشيوخ لغارلاند بأنه "غير مسبوق"، و"تتويج لأسلوبه المواجه"، و"إساءة فاضحة للمعايير الدستورية"، و"مثال كلاسيكي للعب الخشن الدستوري".

#### تحت إدارة ترامب
في يناير 2017، رشح الرئيس ترامب نيل غورساتش لملء الشاغر في المحكمة العليا بعد وفاة سكاليا. أكد مجلس الشيوخ ترشيح غورساتش في 7 أبريل 2017، بعد أن ألغى ماكونيل التعطيل لمرشحي المحكمة العليا.
في 18 يوليو 2018، أكد مجلس الشيوخ الأمريكي آندي أولدهام كقاضٍ في محاكم الاستئناف، مسجلًا بذلك رقمًا قياسيًا جديدًا للجمهوريين في تأكيدات القضاء خلال أول سنتين لرئاسة ترامب؛ إذ أصبح أولدهام القاضي الثالث والعشرين المؤكَّد في تلك الفترة. اعتبر ماكونيل القضاء العنصر الأكثر تأثيرًا في البلاد خلال السنتين الأوليين لترامب. حطم الجمهوريون الرقم القياسي السابق في 2017 لعدد القضاة المؤكَّدين في السنة الأولى لرئاسة، بينما كان الرقم القياسي السابق لتأكيد 22 قاضيًا خلال عامين تحت إدارة الرئيس جورج بوش الأب. بحلول مارس 2020، اتصل ماكونيل بعدد من القضاة لحثهم على التقاعد قبل انتخابات 2020. خلال فترة حكم ترامب التي امتدت لأربع سنوات، أُكِّد 260 قاضيًا فدراليًا، مما أدى إلى تحول القضاء الفيدرالي نحو اليمين.

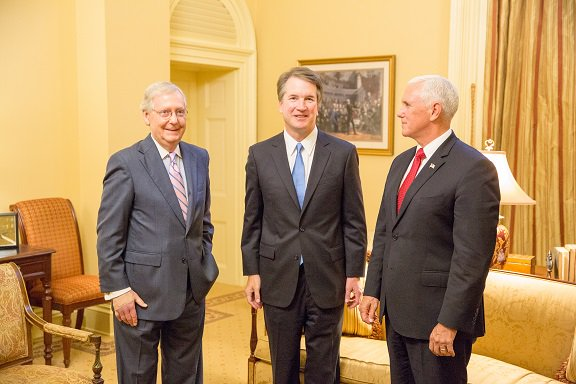
ماكونيل (يسار) مع القاضي حينها بريت كافانو (الوسط)، المرشح ليحل محل القاضي المتقاعد أنطوني كينيدي، ونائب الرئيس مايك بنس، 2018

في يوليو 2018، رشح ترامب بريت كافانو ليحل محل المتقاعد أنطوني كينيدي كقاضي معاون في المحكمة العليا. اتهم ماكونيل الديمقراطيين بتشويه سجل كافانو خلال جلسات الاستماع. في سبتمبر 2018، زعمت كريستين بلازي فورد أن كافانو اعتدى عليها جنسيًا في عام 1982. أعلن ماكونيل أن مجلس الشيوخ سيصوت على كافانو رغم ادعاءات أخرى. أكد تعيين كافانو في 6 أكتوبر. صرح ماكونيل بأن عملية التأكيد كانت نقطة منخفضة لمجلس الشيوخ، لكنه رفض تقارير عن اختلال في عمله قائلاً إنها "غير دقيقة".
في أكتوبر 2018، أعلن ماكونيل أنه لن يكرّر قراره بانتظار الرئيس المنتخب لترشيح قاضٍ في حالة شغور المقعد في المحكمة العليا عام 2020. وفي سبتمبر 2020، أعلن عن تصويت مجلس الشيوخ على مرشح ترامب بعد وفاة روث بادر غينسبورغ. وفي 23 أكتوبر، قدّم ماكونيل النقاش لتأكيد إيمي كوني باريت لشغل المقعد، وأكدت باريت في 26 أكتوبر.

### إغلاقات الحكومة
أغلق الكونغرس الحكومة الفيدرالية في 1–17 أكتوبر 2013، بسبب فشله في سن تشريع للتمويل. تعهد ماكونيل بعدها بمنع الجمهوريين من دفع الولايات المتحدة للتخلف عن سداد ديونها أو إغلاق الحكومة في 2014 مع انتهاء تدابير التمويل المؤقتة، وأكد على عدم السماح بعرقلة عملية إعداد الميزانية.
في يوليو 2018، صرّح ماكونيل بأن تمويل الحدود الأمريكية المكسيكية الجدار قد ينتظر حتى انتهاء الانتخابات النصفية. غرد ترامب بعد يومين باستعداده للسماح بإغلاق الحكومة للحصول على التمويل.  وافقت الحكومة على عدة مشاريع قوانين للإنفاق في أغسطس من ذلك العام؛ اعتُبرت هذه الموافقات انتصارًا لماكونيل في محاولاته لمنع إغلاق حكومي آخر. 

#### إغلاق 2018–2019
أغلقت الحكومة الفيدرالية من 22 ديسمبر 2018 حتى 25 يناير 2019 بعد رفض الكونجرس تلبية طلب ترامب بالحصول على 5.7 مليار دولار لتمويل جدار حدودي بين الولايات المتحدة والمكسيك. مرر مجلس الشيوخ الخاضع لسيطرة الحزب الجمهوري مشروع قانون الاعتمادات دون تمويل الجدار في ديسمبر 2018، وظهر توافق بين مجلس النواب الجمهوري وترامب على المشروع. رفض ترامب توقيع أي مشروع قانون للاعتمادات لا يمول الجدار بعد انتقادات من إعلام يميني ومحللين لتراجعه عن وعد حملته الانتخابية "ببناء الجدار".
خلال الإغلاق، منع ماكونيل مجلس الشيوخ من التصويت على تشريع الاعتمادات، ورفض التوسط بين مجلس الشيوخ وترامب. نصح ماكونيل ترامب بعدم بدء الإغلاق. انتقد الديمقراطيون ماكونيل لعدم إدراج تشريع الاعتمادات للتصويت، مؤكدين قدرة مجلس الشيوخ على تجاوز فيتو ترامب.
بحلول 23 يناير، عرقل ماكونيل أربعة مشاريع قوانين في مجلس الشيوخ لإعادة فتح الحكومة، ومشروع قانون لتمويل وزارة الأمن الداخلي حتى 8 فبراير. دعا الديمقراطيين لدعم إجراء تدعمه إدارة ترامب يشمل 5.7 مليار دولار لتمويل الجدار، ويمدد مؤقتًا حماية متلقي DACA، وهي أولوية ديمقراطية. ضغط أعضاء جمهوريون آخرون في مجلس الشيوخ على ماكونيل لوقف عرقلة تشريعات الاعتمادات المالية.
وقع ترامب في 25 يناير على إجراء تمويل يعيد فتح الحكومة لمدة ثلاثة أسابيع حتى 15 فبراير دون تمويل للجدار الحدودي. استمر هذا الإغلاق كأطول إغلاق حكومي في تاريخ أمريكا.

### استجابة لكوفيد-19
استجابةً لجائحة كوفيد-19، عارض ماكونيل أولاً قانون استجابة العائلات لكورونا، واصفًا إياه بأنه "قائمة أمنيات أيديولوجية ديمقراطية". وغيّر موقفه عندما أيد ترامب الحزمة المقترحة. ومرر مجلس الشيوخ مشروع القانون بتصويت 90–8.
وجه ماكونيل الجمهوريين في مجلس الشيوخ في المفاوضات بشأن حزمتين للاستجابة لـCOVID-19: قانون الاعتمادات التكميلية للاستعداد والاستجابة لفيروس كورونا لعام 2020 وقانون كيرز. شكل قانون كيرز أكبر حزمة تحفيز اقتصادي في تاريخ الولايات المتحدة،  إذ بلغت قيمته 10% من إجمالي ناتج محلي إجمالي الولايات المتحدة. أقر الكونغرس القانون بدعم من الحزبين.
قدم ماكونيل في 22 أبريل 2020، خلال برنامج هيو هيويت الإذاعي، اقتراحًا يسمح للولايات بإعلان الإفلاس بدلاً من تلقي أموال المساعدات المتعلقة بـ COVID-19. أشار إلى أن هذه الأموال ستُستخدم لسد صناديق التقاعد الحكومية المَدِيونة وليس لتخفيف أثر الجائحة. قوبلت تصريحاته بانتقادات شديدة من مسؤولين محليين وحكومات الولايات. لا تملك الولايات حق إعلان الإفلاس.
بعد تمرير قانون CARES، انتظر ماكونيل أشهراً قبل طرح تدابير إضافية للإغاثة من كوفيد-19 في مجلس الشيوخ. قال في مايو: "لا أعتقد أننا شعرنا بعد بالإلحاح للتحرك فوراً" وأكد أن الكونغرس يجب أن "يضغط على زر الإيقاف" لتقييم كيفية عمل الأموال المخصصة قبل الموافقة على المزيد. غاب ماكونيل عن المفاوضات بين الديمقراطيين في الكونغرس ومسؤولي البيت الأبيض حول حزمة مساعدات إضافية.
في 10 سبتمبر 2020، فشل مجلس الشيوخ في تمرير مشروع قانون لتخفيف آثار كوفيد-19 الذي صاغه ماكونيل، بسبب إعاقة الفلبستر الديمقراطية. وصف الديمقراطيون المشروع بأنه "غير كافٍ تمامًا" نظرًا لنطاق أزمة كوفيد-19 واعتبروه مناورة حزبية لدعم الجمهوريين الذين يسعون لإعادة الانتخاب. صرح ماكونيل أن المشروع كان اختيارًا بين "فعل شيء" و"عدم فعل شيء"، وأكد أنه أجرى التصويت الإجرائي لتحديد مواقف المشرعين بشأن استعدادهم للتوصل إلى تسوية حول تشريعات كوفيد-19.

### معدلات الموافقة
تلقى ماكونيل، كقائد للجمهوريين في مجلس الشيوخ، نقداً كبيراً من الناخبين الديمقراطيين ورفضاً شبه موحد من الناخبين اليساريين. أظهرت استطلاعات 2012 و2016 أن ماكونيل كان الأقل شعبية بين أعضاء مجلس الشيوخ في ولايته، وسجل في 2017 أعلى نسبة عدم موافقة بنسبة 49٪.

السيناتور ميتش ماكونيل في كنتاكي في 30 أكتوبر 2024

في سبتمبر 2019، أظهرت استطلاعات Morning Consult استقرار معدلات موافقة ماكونيل بشكل متفاوت منذ 2017، وبلغت في الربع الرابع من 2018 نسبة إيجابية 38٪ وسلبية 47٪ بين أهل كنتاكي. رجحت استطلاعات الربع الثاني من 2019 ارتفاع نسبة عدم الموافقة إلى 50٪، وبلغت معدلاته –56 بين الديمقراطيين، +29 بين الجمهوريين، و–24 بين المستقلين. وأظهر متوسط الاستطلاعات (31 يوليو - 27 أغسطس 2019) من Economist/YouGov وPolitico/Morning Consult وHarvard-Harris فرقاً قدره –25.0 بنسبة موافقة 23٪ وعدم موافقة 48٪.
في عام 2020، وفقاً لـ Morning Consult، تفوقت سوزان كولينز (سياسي) على ماكونيل كأقل السيناتورات شعبية بنسبة عدم تأييد بلغت 52% من ناخبي مين مقارنة بـ 50% لماكونيل.

### التعيينات في اللجان
حددت تعيينات لجنة ماكونيل للكونغرس الـ118 كما يلي:
- لجنة الزراعة والتغذية والغابات  
  - اللجنة الفرعية للسلع وإدارة المخاطر والتجارة
  - اللجنة الفرعية للحفاظ على المناخ والغابات والموارد الطبيعية
  - اللجنة الفرعية للغذاء والتغذية والمحاصيل المتخصصة والعضوية والبحوث
- لجنة الاعتمادات  
  - اللجنة الفرعية للزراعة والتنمية الريفية ووكالة الغذاء والدواء والوكالات ذات الصلة
  - اللجنة الفرعية للدفاع
  - اللجنة الفرعية لتطوير الطاقة والمياه
  - اللجنة الفرعية للداخلية والبيئة والوكالات ذات الصلة
  - اللجنة الفرعية لبناء المنشآت العسكرية وشؤون المحاربين القدامى والوكالات ذات الصلة
  - اللجنة الفرعية لشؤون الدولة والعمليات الخارجية والبرامج ذات الصلة
- لجنة القواعد والإدارة
- اللجنة المختارة للاستخبارات (ex officio)

## المواقف السياسية
قاد ماكونيل المعارضة لسياسات المحافظة لعقود. رفض قوانين تمويل الحملات الأشد، واستهداف أوباماكير للإلغاء، ودعم قانون الإصلاح الصحي الأمريكي. عارض زيادة الرقابة وقيود التحكم في الأسلحة وجهود معالجة تغير المناخ، وانتقد التشريعات الديمقراطية مثل الصفقة الجديدة الخضراء وMedicare للجميع. اتهمته نانسي بيلوسي بعرقلة قوانين مثل قانون من أجل الشعب لعام 2019، وقانون المساواة وقانون عدالة الرواتب. دعم الأمن الحدودي، واتفاقيات التجارة الحرة وتخفيض الضرائب. قاد تمرير قوانين الضرائب عام 2017 وتخفيف التنظيم عام 2018. في السياسة الخارجية، أيد عقوبات على كوبا وإيران وروسيا، ودعم أوكرانيا، عارض الاتفاق النووي مع إيران، وأيد إسرائيل خلال الحرب الفلسطينية الإسرائيلية (2023 – الآن). صوّت لدعم العمل العسكري ضد العراق، وأيد زيادة القوات في حرب العراق عام 2007.
في ستينيات وسبعينيات القرن الماضي، تبنى ماكونيل مواقف معتدلة، منها دعم الإجهاض والنقابات وحركة الحقوق المدنية. بعد حكم المحكمة العليا في قضية أوبرجيفيل ضد هودجز، عارض ماكونيل زواج المثليين قائلاً: "لقد كنت دائمًا أرى أن الزواج يجب أن يكون بين رجل واحد وامرأة واحدة، والمحكمة العليا قررت عكس ذلك. هذا هو قانون البلاد."

## التاريخ الانتخابي
| السنة | المنصب          | النوع    | الحزب                   | الحزب  | الخصم الرئيسي     | الحزب    | الحزب     | الأصوات لصالح مك كونيل | الأصوات لصالح مك كونيل | الأصوات لصالح مك كونيل | الأصوات لصالح مك كونيل | النتيجة | التغيير | التغيير   |
| السنة | المنصب          | النوع    | الحزب                   | الحزب  | الخصم الرئيسي     | الحزب    | الحزب     | المجموع                | %                      | P.                     | ±%                     | النتيجة | التغيير | التغيير   |
| ----- | --------------- | -------- | ----------------------- | ------ | ----------------- | -------- | --------- | ---------------------- | ---------------------- | ---------------------- | ---------------------- | ------- | ------- | --------- |
| 1984  | عضو مجلس الشيوخ | ابتدائية |                         | جمهوري | C. روجر هاركر     |          | جمهوري    | 39،465                 | 79.22%                 | 1                      | غير متوفر              | فاز     |         | غير متوفر |
| 1984  | عضو مجلس الشيوخ | عامة     | والتر دي هادلستون (م)   | جمهوري |                   | ديمقراطي | 644،990   | 49.90%                 | 1                      | +13.03%                | فاز                    |         | مكسب    |           |
| 1990  | عضو مجلس الشيوخ | ابتدائية |                         | جمهوري | تومي كلاين        |          | جمهوري    | 64،063                 | 88.52%                 | 1                      | +9.30%                 | فاز     |         | غير متوفر |
| 1990  | عضو مجلس الشيوخ | عامة     | هارفي آي سلون           | جمهوري |                   | ديمقراطي | 478،034   | 52.19%                 | 1                      | +2.28%                 | فاز                    |         | احتفاظ  |           |
| 1996  | عضو مجلس الشيوخ | ابتدائية |                         | جمهوري | تومي كلاين        |          | جمهوري    | 88،620                 | 88.59%                 | 1                      | +0.07%                 | فاز     |         | غير متوفر |
| 1996  | عضو مجلس الشيوخ | عامة     | ستيف باشير              | جمهوري |                   | ديمقراطي | 724،794   | 55.45%                 | 1                      | +3.27%                 | فاز                    |         | احتفاظ  |           |
| 2002  | عضو مجلس الشيوخ | عامة     |                         | جمهوري | لويس كومبس وينبرغ |          | ديمقراطي  | 731،679                | 64.68%                 | 1                      | +9.22%                 | فاز     |         | احتفاظ    |
| 2008  | عضو مجلس الشيوخ | ابتدائية |                         | جمهوري | دانييل إسيك       |          | جمهوري    | 168،127                | 86.09%                 | 1                      | −2.50%                 | فاز     |         | غير متوفر |
| 2008  | عضو مجلس الشيوخ | عامة     | بروس لونزفورد           | جمهوري |                   | ديمقراطي | 953،816   | 52.97%                 | 1                      | −11.7%                 | فاز                    |         | احتفاظ  |           |
| 2014  | عضو مجلس الشيوخ | ابتدائية |                         | جمهوري | مات بيفين         |          | جمهوري    | 213،753                | 60.19%                 | 1                      | −25.9%                 | فاز     |         | غير متوفر |
| 2014  | عضو مجلس الشيوخ | عامة     | أليسون لونديرجان جرايمز | جمهوري |                   | ديمقراطي | 806،787   | 56.19%                 | 1                      | +3.22%                 | فاز                    |         | احتفاظ  |           |
| 2020  | عضو مجلس الشيوخ | ابتدائية |                         | جمهوري | C. ويسلي مورجان   |          | جمهوري    | 342،660                | 82.80%                 | 1                      | +22.61                 | فاز     |         | غير متوفر |
| 2020  | عضو مجلس الشيوخ | عامة     | إيمي مكغراث             | جمهوري |                   | ديمقراطي | 1،233،315 | 57.76%                 | 1                      | +1.57%                 | فاز                    |         | احتفاظ  |           |
|       |                 |          |                         |        |                   |          |           |                        |                        |                        |                        |         |         |           |

### 1984
في عام 1984، ترشح ماكونيل لمجلس الشيوخ الأمريكي ضد الديمقراطي الذي شغل المنصب لمدتين والتر دي هادلستون. لم يُحسم السباق الانتخابي حتى صدور النتائج الأخيرة، حيث فاز ماكونيل بفارق 3437 صوتًا من أكثر من 1.2 مليون صوت مُدلى به، بنسبة تزيد قليلاً عن 0.4%. كان ماكونيل المنافس الجمهوري الوحيد في مجلس الشيوخ الذي فاز في ذلك العام، رغم انتصار رونالد ريغان الساحق في الانتخابات الرئاسية.
شنت حملة مكونيل سلسلة إعلانات تلفزيونية دعائية تحت عنوان "أين دي"، وأظهرت مجموعة من دموم يبحثون عن هادلستون،[بحاجة لمصدر أفضل] في إشارة إلى سوء حضوره في مجلس الشيوخ. فاز كأول جمهوري في انتخابات على مستوى الولاية في كنتاكي منذ عام 1968، واستفاد من دعم الرئيس رونالد ريغان الذي سعى لإعادة الانتخاب وحصل على تأييد 60% من الناخبين في كنتاكي في نفس العام.

### 1990
في عام 1990، واجه مككونيل عمدة لويفيل السابق هارفي سلون، وفاز بنسبة 4.4%.

### 1996
في عام 1996، هزم ستيف باشير بنسبة 12.6٪، فيما فاز بيل كلينتون بالولاية بفارق ضئيل. شنت حملة ماكونيل إعلانات تلفزيونية تحذر الناخبين من "لا تَتمَ الحلاقة من بَشِير"، واحتوت على صور لنعاج يتم حلاقتها.
```wikitext

### 2002
```
في عام 2002، لم يواجه أي منافسة في الانتخابات الأولية للجمهوريين. ثم هزم لويس كومبس واينبرغ بنسبة 29.4%.

### 2008
في عام 2008، خاض ماكونيل أقرب منافسة انتخابية له منذ عام 1990. فاز على بروس لونسفورد بفارق 6%.

### 2014
في عام 2014، واجه ماكونيل رجل الأعمال من لويفيل مات بيفين في الانتخابات التمهيدية للجمهوريين. وحقق ماكونيل نسبة 60.2%، مما مثّل أدنى دعم لناخبين لسيناتور من كنتاكي في انتخابات تمهيدية منذ عام 1938. ونافست أليسون لوندرجان جرايمس وزيرة الخارجية الديمقراطية في الانتخابات العامة، حيث هزم جرايمس بنسبة 56.2% مقابل 40.7%.

### 2020
في الانتخابات العامة في نوفمبر 2020، واجه ماكونيل المرشحة الديمقراطية آمي مكغراث، وهي طيارة مقاتلة سابقة، ومرشح الحزب الليبرتاري براد بارون، وهو رجل أعمال ومزارع. اتفق ماكونيل ومكغراث على مناظرة واحدة لمدة ساعة مع الحفاظ على التباعد الاجتماعي في 12 أكتوبر. انتخب ماكونيل لفترة السابعة في 3 نوفمبر بعد أن هزم مكغراث بفارق يقارب 20 نقطة مئوية.

## الحياة الشخصية

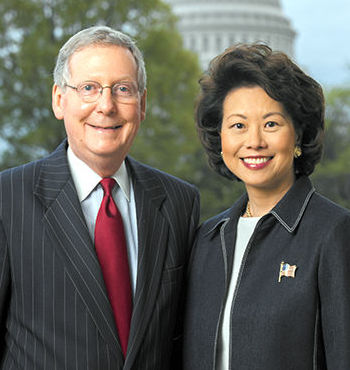
ماكونيل وزوجته، إيلين تشاو، يناير 2019

### العائلة
يعتمد ماكونيل كمعمداني جنوبي، حيث تعمد في سن الثامنة. تزوج من شيريل ريدمون بين عامي 1968 و1980 وأنجب ثلاث بنات: بورتر، إليانور (إيلي)، وكلير. تدير بورتر حملة "خذوا وول ستريت"، وهو ائتلاف مناصرة يساري. بعد طلاقها من ماكونيل، أصبحت ريدمون عالمة نسوية في كلية سميث ومديرة مجموعة صوفيا سميث.
تزوج ماكونيل من إيلين تشاو في عام 1993، وتولت تشاو منصب وزيرة العمل في رئاسة جورج بوش الابن ومنصب وزيرة النقل في رئاسة دونالد ترامب الأولى.
في مايو 2019، أكد مجلس الشيوخ الأمريكي تعيين جوردون هارتوجينسيس، صهر ماكونيل وزوج أخت تشاو، غريس، مديرًا مؤسسة ضمان استحقاقات المعاشات التقاعدية (PBGC) التابعة لوزارة العمل. صوت ماكونيل لصالح التعيين.
=== الصحة === أصيب مكونيل بالشلل في الساق اليسرى العليا خلال طفولته نتيجة شلل الأطفال.
في فبراير 2003، أجرى ماكونيل عملية جراحية ثلاثية لتجاوز القلب لعلاج انسداد الشرايين، في المركز الطبي البحري الوطني في بيثيسدا.
في أغسطس 2019، تعرض ماكونيل لسقوط في منزله في لويفيل وكسر كتفه. في مارس 2023، نُقل إلى المستشفى لمدة خمسة أيام بعد سقوطه وعولج من ارتجاج الدماغ وكسور طفيفة في الضلع، ولم يعد إلى مجلس الشيوخ لمدة تقارب ستة أسابيع. في يوليو 2023، سقط أثناء نزوله من طائرة في مطار رونالد ريغان الوطني. في 10 ديسمبر 2024، سقط أثناء غداء سياسي لمؤتمر الجمهوريين في مجلس الشيوخ، ما أدى إلى التواء في معصمه وجرح في وجهه.
في 26 يوليو 2023، جمد مكونيل لمدة 20 ثانية تقريبًا خلال مؤتمر صحفي، واصطحبه المساعدون بعيدًا، لكنه عاد لاحقًا ليؤكد أنه "بخير". بعد يومين، صرح المتحدثون باسمه باستمراره في دوره القيادي كونه زعيم الحزب الأطول خدمة. في 30 أغسطس 2023، جمد مرة أخرى في مؤتمر صحفي في كوفينغتون (كنتاكي) وتم اصطحابه من قبل الموظفين. في اليوم التالي، نشر مكونيل خطابًا من الطبيب المعالج للكونغرس يوضح فيه أن حالته "واضحة طبيًا" للاستمرار في جدوله المقرر، وأكد الخطاب إجراء مشاورات مع فريقه العصبي دون فحص جسدي مباشر.

### جوانب أخرى
أسس ماكونيل في عام 1997 مركز جيمس ماديسون لحرية التعبير، وهي منظمة للدفاع القانوني في واشنطن العاصمة. انضم إلى جمعية أبناء الثورة الأمريكية في 1 مارس 2013. يشارك ماكونيل في مجلس المختارين لجوائز جيفرسون للخدمة العامة.
في عام 2018، صنف موقع OpenSecrets ميتش ماكونيل كأحد أغنى أعضاء مجلس الشيوخ الأمريكي، بثروة صافية تجاوزت 25 مليون دولار. نمت ثروته الشخصية في عام 2008، عندما تلقى هو وزوجته هدية من والدها جيمس إس. س. تشاو بقيمة تتراوح بين 5 ملايين دولار و25 مليون دولار بعد وفاة والدته.
== في الثقافة الشعبية == أطلق المنتقدون على ماكونيل ألقابًا عديدة، مثل "موسكو ميتش"، "كوكايين ميتش"، "الحاصد المرعب"، "دارث فيدر"، "ريتشي ميتش"، "نووي ميتش"، "ميدنايت ميتش"، و"الغراب العجوز". تبنى ماكونيل عدة ألقاب منها، لكنه اعترض بشدة على لقب "موسكو ميتش".
جون ستيوارت (كوميدي أمريكي) سخر بشكل متكرر من مكونيل في ذا ديلي شو لتشابهه مع سلحفاة أو سلاحف برية. صوّر بيك بينيت مكونيل في مشاهد ساخرة على ساترداي نايت لايف. في عام 2017، قدّم ساوث بارك تصويرًا ساخرًا لمكونيل في الموسم 21، في الحلقة "Doubling Down".
أثناء حملة الانتخابات لعام 2014، سخر المستخدمون من ماكونيل لنشره لقطات لقطة قصيرة للحملة على الإنترنت لاستخدام اللجان السياسية المتحالفة. أدخل المستخدمون اللقطات في سياقات ساخرة مع كوميديا الموقف وأفلام وموسيقى شعبية. أطلق على هذه الممارسة لقب "ماكونلينج".
في أعوام 2015 و2019 و2023، صنّفت تايم ماكونيل ضمن أكثر 100 شخص نفوذاً في العالم.

## قراءة إضافية
- ديش، جون ديفيد (2009). زعيم الجمهوريين: سيرة سياسية للسيناتور ميتش ماكونيل. ويلمينغتون، ديلاوير: معهد الدراسات الجامعية. ISBN:978-1935191599. OCLC:298181753. مؤرشف من الأصل في 2024-01-29.
- جرين، جوشوا (5 يناير 2011). "قراءة موصى بها عن ميتش ماكونيل". ذا أتلانتيك. مؤرشف من الأصل في 2025-04-25. اطلع عليه بتاريخ 2019-02-06.
- ماكجيليس، أليك (2014). المتشائم: التعليم السياسي لميتش ماكونيل. نيويورك: سايمون وشوستر. ISBN:9781501112034. OCLC:967908174.
- ماكونيل، ميتشل (2016). اللعبة الطويلة: مذكرات. نيويورك: سانتينيل. ISBN:9780399564109. OCLC:951149855. مؤرشف من الأصل في 2023-01-20.
- تاكيت، مايكل (2024). ثمن القوة: كيف أتقن ميتش ماكونيل مجلس الشيوخ، غيّر أمريكا، وفقد حزبه. نيويورك: سايمون وشوستر. ISBN:978-1-6680-0584-2. مؤرشف من الأصل في 2025-02-21.

## روابط خارجية
- ميتش ماكونيل على موقع IMDb (الإنجليزية)
- ميتش ماكونيل على موقع الموسوعة البريطانية (الإنجليزية)
- ميتش ماكونيل على موقع مونزينجر (الألمانية)
- ميتش ماكونيل على موقع ميوزك برينز (الإنجليزية)
- ميتش ماكونيل على موقع إن إن دي بي (الإنجليزية)
- ميتش ماكونيل على موقع قاعدة بيانات الفيلم (الإنجليزية)
- ميتش ماكونيل على موقع كينوبويسك (الروسية)
- السيناتور ميتش ماكونيل الموقع الرسمي لمجلس الشيوخ الأمريكي
- ميتش ماكونيل لمجلس الشيوخ
- Biography at the Biographical Directory of the United States Congress
- Profile at Vote Smart
- Financial information (federal office) at the Federal Election Commission
- Legislation sponsored at the مكتبة الكونغرس
- مرات الظهور على سي-سبان
- ملف ميتش ماكونيل في بوليتيفاكت.كوم

| سبقه فينسنت راكيسترا                      | المحامي العام المساعد لمكتب الشؤون التشريعية بالوكالة 1975                                      | تبعه مايكل أولمان  |
| سبقه تود هولنباش الأكبر                   | القاضي التنفيذي لمقاطعة جيفرسون 1978–1984                                                       | تبعه بريمر إيرلر   |
| المناصب الحزبية السياسية                  |                                                                                                 |                    |
| سبقه لوي آر. جينثر جونيور                 | مرشح الجمهوري لمنصب سيناتور أمريكي من كنتاكي (الفئة 2) 1984، 1990، 1996، 2002، 2008، 2014، 2020 | Most recent        |
| سبقه آل داماتو                            | رئيس اللجنة الوطنية للجمهوريين في مجلس الشيوخ 1997–2001                                         | تبعه بيل فريست     |
| سبقه دون نيكليز                           | المساعد الجمهوري في مجلس الشيوخ 2003–2007                                                       | تبعه ترنت لوت      |
| سبقه بيل فريست                            | زعيم الجمهوريين في مجلس الشيوخ 2007–2025                                                        | تبعه جون ثون       |
| مجلس الشيوخ الأمريكي                      |                                                                                                 |                    |
| سبقه Walter Huddleston                    | سيناتور أمريكي (الفئة 2) من كنتاكي 1985–الحاضر إلى جانب: وينديل فورد، Jim Bunning، راند بول     | الحالي             |
| سبقه Warren Rudman                        | العضو الرائد في لجنة أخلاقيات مجلس الشيوخ 1993–1995                                             | تبعه ريتشارد بريان |
| سبقه Richard Bryan                        | رئيس لجنة أخلاقيات مجلس الشيوخ 1995–1997                                                        | تبعه بوب سميث      |
| سبقه جون وارنر                            | رئيس لجنة قواعد مجلس الشيوخ 1999–2001                                                           | تبعه كريس دود      |
| سبقه جون وارنر                            | رئيس لجنة المراسم الافتتاحية المشتركة 2000–2001                                                 | تبعه ترنت لوت      |
| سبقه كريس دود                             | العضو الرائد في لجنة قواعد مجلس الشيوخ 2001                                                     | تبعه كريس دود      |
| سبقه كريس دود                             | رئيس لجنة قواعد مجلس الشيوخ 2001                                                                | تبعه كريس دود      |
| سبقه كريس دود                             | العضو الرائد في لجنة قواعد مجلس الشيوخ 2001–2003                                                | تبعه كريس دود      |
| سبقه هاري ريد                             | مساعد الأغلبية في مجلس الشيوخ 2003–2007                                                         | تبعه ديك دوربين    |
| سبقه هاري ريد                             | زعيم أقلية مجلس الشيوخ 2007–2015                                                                | تبعه Harry Reid    |
| سبقه هاري ريد                             | زعيم الأغلبية في مجلس الشيوخ 2015–2021                                                          | تبعه تشاك شومر     |
| سبقه تشاك شومر                            | زعيم أقلية مجلس الشيوخ 2021–2025                                                                | تبعه تشاك شومر     |
| سبقه إيمي كلوبوشار                        | رئيس لجنة قواعد مجلس الشيوخ 2025–الحاضر                                                         | الحالي             |
| سبقه Bryan Steil                          | رئيس لجنة الطباعة المشتركة 2025–الحاضر                                                          | الحالي             |
| ترتيب الأسبقية للولايات المتحد (احتفالية) |                                                                                                 |                    |
| سبقه ديك دوربين كمساعد أقلية مجلس الشيوخ  | ترتيب الأسبقية في الولايات المتحدة كسيناتور للولايات المتحدة من كنتاكي                          | تبعه باتي موراي    |
| سبقه تشوك غراسلي                          | حسب الأقدمية في مجلس الشيوخ للولايات المتحدة 2nd                                                | تبعه باتي موراي    |